# Volkach (Schwabach)
Die Volkach ist ein rund 7,5 km langer Bach im bayerischen Mittelfranken, der bei Unterreichenbach in der kreisfreien Stadt Schwabach von rechts und Westsüdwesten in die untere Schwabach mündet.

## Geographie

### Verlauf
Die Volkach entsteht am Südhang des Hinterberges (418,2 m ü. NHN) im Gewann Im Winkel etwa einen Kilometer westlich des Ortsteils Dechendorf der Gemeinde Rohr im Landkreis Roth am Rand einer Wiesenbucht im Dechenwald auf etwa 409 m ü. NHN, weniger als 100 Meter nordnordöstlich der Trasse der A 6. Von hier läuft das Gewässer in einem fast strauchlosen Wiesengraben durch die Flur Bachwiesen ostwärts auf Dechendorf zu, verlässt das Waldgebiet, speist zwei Kleinweiher und durchquert dann in sehr flacher Mulde das Straßendorf. Danach fließt die Volkach auf ihrem langsam nordwestlicher werdenden Grabenlauf weiter und schneidet etwa anderthalb Kilometer nach ihrem Ursprung an der Gemeindegrenze zu Kammerstein in ihrer Wiesenaue einen aufgelockerten Waldriegel, wo von rechts im Bereich eines halben Dutzends Kleinweiher der über 0,8 km lange Odengraben mündet, der ebenfalls nahe der Autobahn entsteht. Bis fast zum Kammersteiner Dorf Volkersgau folgen Waldstreifen dem Bach am rechten und linken Hang der inzwischen rund 15 Meter gegenüber der unmittelbaren Umgebung eingetieften Talmulde.
In den Siedlungsbereich von Volkersgau tritt der Bach zwischen einer weiteren Anhäufung kleiner Weiher ein. Unterhalb des Orts begleitet ihn nun dauerhaft eine Straße in der Talmulde. Reichlich drei Kilometer nach seiner Quelle mündet dann von links sein längster Zufluss, der südlich von Rohr-Unterprünst entsteht, auf seinem Oberlauf einen halben Dutzend Weiher von zusammen über 4,5 ha  Fläche entwässert und nach etwa 1,7 km Gesamtfließstrecke mündet; auch er ist ein fast durchweg strauch- und baumloser Wiesengraben. Dann begleiten auf dem längsten Teil des Laufabschnitts bis zum nächsten Dorf Oberreichenbach wiederum Waldgürtel am linken und rechten Hang seine Wiesenaue. Vor und nach dem etwa 5,3 km abwärts des Ursprungs liegenden Dorf läuft er wieder zwischen Kleinweihern in der Aue; in diesem Bereich speisen einige Hangquellen vor allem in zwei kurzen rechten Talbuchten weitere kleine Teiche.
Danach tritt die Volkach auf die Gemarkung der kreisfreien Stadt Schwabach über, zunächst am rechten Hang noch begleitet von einem Waldausläufer des großen Forsts Laubenhaids auf der Randhöhe dieser Seite. Nach Ablösung vom Wald zeigt sie in ihrem Wiesenlauf erstmals Ansätze zu kleinen Mäandern und dreihundert Meter vor den ersten Häusern von Unterreichenbach setzt eine Begleitgalerie aus Bäumen ein, die dem Bach dann größtenteils auch durch den Schwabacher Stadtteil folgt. In diesem biegt er ab dem Südrand der Flussaue zuallerletzt auf Nordkurs und mündet dann, nach etwa 7,4 km Lauf, neben der Volkachstraße im Bereich der Sportplätze des Ortes von rechts in die untere Schwabach.

### Einzugsgebiet
Die Volkach hat ein in Laufrichtung nach Ostnordosten langgestrecktes Einzugsgebiet von ca. 14,9 km² Größe. Es grenzt an der Südostseite an das Einzugsgebiet des Mainbachs zur Rednitz, im Süden und Südwesten an die kleinerer Zuflüsse der noch weiter oberhalb der Schwabach in die Rednitz mündenden Aurach wie Geisbach und Lanzenbach. Im Nordwesten konkurriert die Ahnfrau zur aufwärtigen Schwabach, im Norden ein kurzer Bach durchs Limbachtal, im Nordosten lässt die Nähe der Schwabach keinem bedeutenden rechten Zufluss von dieser mehr Platz.

### Ortschaften
am Lauf von der Quelle zur Mündung mit ihren Zugehörigkeiten. Nur die Namen jeweils tiefster Schachtelungsstufe bezeichnen Siedlungsanrainer.
- Landkreis Roth
  - Gemeinde Rohr
    - Dechendorf (Dorf)

  - Gemeinde Kammerstein
    - Volkersgau (Dorf)
    - Oberreichenbach (Dorf)
- Kreisfreie Stadt Schwabach
  - Unterreichenbach (überwiegend rechts)

### BayernAtlas („BA“)
Amtliche Online-Gewässerkarte mit passendem Ausschnitt und den hier benutzten Layern: Lauf und Einzugsgebiet der Volkach

Allgemeiner Einstieg ohne Voreinstellungen und Layer: BayernAtlas der Bayerischen Staatsregierung (Hinweise)
1. 1 2  Höhe abgefragt auf dem Hintergrundlayer Amtliche Karte (Rechtsklick).
2. 1 2 3  Länge abgemessen auf dem Hintergrundlayer Amtliche Karte.
3. ↑  Einzugsgebiet abgemessen auf dem Hintergrundlayer Amtliche Karte.
4. ↑  Seefläche abgemessen auf dem Hintergrundlayer Amtliche Karte.

### Sonstige
1. ↑  Name Volkerbach nach Leopold von Zedlitz-Neukirch: Neues hydrographisches Lexikon für die deutschen Staaten, Berlin 1832, S. 412; siehe Neues hydrographisches Lexikon für die deutschen Staaten.
2. ↑  Franz Tichy: Geographische Landesaufnahme: Die naturräumlichen Einheiten auf Blatt 163 Nürnberg. Bundesanstalt für Landeskunde, Bad Godesberg 1973. → Online-Karte (PDF; 4,0 MB)